# Sanjacado de Ocrida
El Sanjacado de Ocrida o de Monastir (en turco: Ohri Sancağı; en albanés: Sanxhaku i Ohrit; en búlgaro: Охридски санджак; en macedonio: Охридски санџак) fue uno de los sanjacados del Imperio otomano que se creó en 1395. Parte de él abarcaba el territorio del señorío de Prilep, reino de Macedonia que el príncipe vasallo otomano Marko gobernó hasta su muerte en la batalla de Rovine.

## División administrativa
Se creó en 1395 como parte del Eyalato de Rumelia y fue uno de los primeros sanjacados en establecerse en ese eyalato. Antes de que pasase a poder del Imperio otomano en 1395, su territorio había pertenecido al reino del príncipe Marko. Al principio su capital se fijó en Bitola y luego pasó a Ocrida, por lo que también aparece en los documentos con el nombre de sanjacado de Monastir o Bitola. No debe confundirse, empero, con el posterior Sanjacado de Monastir, creado en 1826 al separar la parte oriental del de Ocrida y que luego reemplazó completamente a este en 1864.
El territorio del sanjacado cambió con el tiempo. En 1406 el sanjaco de Ocrida era Juneid de Aydın. Entre 1464 y 1465 lo fue Ballaban Badera, famoso por las batallas que libró contra Skanderbeg, y que había sustituido a Şeremet bey en el cargo. Aunque Halil Inalcik explica que el Sanjacado de Elbasan se estableció en cuanto concluyó la construcción de la fortaleza de Elbasan en 1466, según los registros de Tursun Beg, existe la posibilidad de que Elbasan fuera antes parte del Sanjacado de Ocrida.
Hubo censos oficiales otomanos (en turco: Tapu tahrir defterleri) en el sanjacado en los años 1467, 1519 (censo colectivo) y 1583. El de principios del siglo XVI consignó que el sanjacado englobaba los kazas (distritos) de Ocrida, Debar, Akçahisar (Krujë) y Mat, que tenía 4 ciudades, 6 fortalezas, 849 aldeas, 32 648 familias cristianas y 623 musulmanas. En el censo de 1583 se indica que el sanjacado tenía ya solamente tres kazas con trece nahias. Después de una expansión posterior, pasó a contar con veintidós nahias, seis en la región de Macedonia y dieciséiss en Albania. Abundaba en él la población de cultura albanesa.
En el otoño de 1794, Kara Mahmud Bushati, que bajá de Escútari, obtuvo el control del sanjacado. Durante 1796-7 lo gobernó Muhtar Bajá, hijo de Alí Bajá. De 1820 a 1831, la administración la encabezó otro bajá del Bajalato de Escútari, Mustafa Reshit Bajá Bushati.
La división interna del Eyalato de Rumelia cambió según el edicto (hatisherif) del sultán del 21 de junio de 1836: los territorios de sus sanjacados cambiaron sustancialmente y el de Ocrida devino en arpalik de la sultana madre. Hasta 1864 fue parte del Eyalato de Monastir, mientras que la kaza de Krujë, entre otras, se incorporó al Sanjacado de Escútari. Tras la creación del Valiato de Monastir en 1864, el Sanjacado de Ocrida dejó de existir y su territorio se incorporó al de Monastir (que se había escindido del de Ocrida en 1826).

## Historia
Doroteo, el arzobispo de Ocrida y sus empleados y boyardos fueron desterrados a Constantinopla en 1466, probablemente a causa a sus actividades antiotomanas durante la rebelión de Skanderbeg. En 1467, muchos cristianos de Skopje, Ocrida, Serres y Kastoria fueron deportados a Elbasan, nueva fortaleza otomana en Albania.
Los campesinos del Sanjacado de Ocrida participaron durante diez años en la rebelión antiotomana de 1564 de los labradores de Mariovo y Prilep. El 25 de julio de 1571 se propuso dividir en dos el sanjacado, con el fin de aumentar la seguridad ante las constantes rebeliones que en él acontecían.
En 1613, las autoridades otomanas ordenaron la destrucción de todas las iglesias cristianas de nueva construcción en los pueblos del sanjacado.
Evliya Çelebi (1611-1682) dedicó todo un capítulo de su obra Seyahatname a este sanjacado.